# 奥拉斯
奥拉斯（Auras），是印度北方邦Unnao县的一个城镇。总人口5653（2001年）。

## 人口
该地2001年总人口5653人，其中男性2984人，女性2669人；0—6岁人口1005人，其中男532人，女473人；识字率50.96%，其中男性为61.29%，女性为39.42%。